# Frederick D. Gregory
Frederick Drew Gregory (* 7. ledna 1941 Washington, D.C., USA) je bývalý americký pilot a astronaut z letů s raketoplánem, později člen vedení NASA.

## Život

### Mládí a výcvik
Po základní a střední škole absolvoval v roce 1964 vojenskou leteckou akademii (United States Air Force Academy). V roce 1977 ukončil studium na univerzitě George Washingtona (George Washington University) obor informační soustavy. Pak pokračoval ve studiích v armádní škole leteckého personálu v Norfolku ve Virginii. Oženil se a má dvě děti. Do týmu astronautů NASA vstoupil 16. ledna 1978, v té době měl hodnost majora amerického letectva.

### Lety do vesmíru
Poprvé vzlétl na orbitální dráhu kolem Země na jaře roku 1985. Byl v posádce sedmého letu raketoplánu Challenger, mise STS-51-B. Hlavním a splněným úkolem byla aktivace evropské laboratoře Spacelab 3. Posádku Challengeru tvořili velitel plk. Robert Overmyer, dále plk. Frederick Gregory, dr. William Thornton, dr. Norman Thagard, dr. Don Lind, dr. Lodewijk van den Berg a dr. Taylor Wang. Na palubě měli sebou také několik zvířat.
Na svůj druhý let čekal čtyři roky. Tentokrát letěl již jako velitel mise STS-33 v raketoplánu Discovery, byl to přísně tajný let, placený a připravený armádou. Posádka: plk. Frederick Gregory, pilot plk. John Blaha, dále kpt. Manley Carter, dr. Story Musgrave, Kathryn Thorntonová. Během letu vypustili špionážní družici typu Magnum.
Také třetí let v roce 1991 byl vojenský. Velitelem na palubě byl plk. Frederick Gregory, posádka plk. Terrence Henricks, plk. James Voss, kpt. Mario Runco Jr., dr. Story Musgrave a Thomas Hennen. Během letu vypustili na orbitu špionážní družici DSP Block 14, přezdívanou „Liberty“.
- STS-51-B Challenger (29. dubna 1985 – 6. května 1985)
- STS-33 Discovery (23. listopadu 1989 – 28. listopadu 1989)
- STS-44 Atlantis (24. listopadu 1991 – 1. prosince 1991)

Všechny tři lety měly start na Floridě, mys Canaveral, přistání na základně Edwards v Kalifornii.
Během třech svých letů strávil ve vesmíru 18 dní. Je zapsán jako 165. člověk ve vesmíru.

### Po letech
V týmu astronautů zůstal do roku 2005, byl členem vedení NASA, např. v roce 2004 vystupoval jako náměstek ředitele při návštěvě v Bajkonuru, pak přešel do Johnsonova střediska v Houstonu.